# Choeromorpha panagensis
Choeromorpha panagensis är en skalbaggsart. Choeromorpha panagensis ingår i släktet Choeromorpha och familjen långhorningar.

## Underarter
Arten delas in i följande underarter:
- C. p. panagensis
- C. p. negrosiana